# Personnages de Psych : Enquêteur malgré lui
Les personnages de Psych : Enquêteur malgré lui (Psych), série télévisée américaine, sont constitués de six acteurs principaux, de dix acteurs récurrents et comptent bon nombre d'invités.

## Personnages principaux

### Shawn Spencer

#### Adulte
- Interprété par James Roday (VF : Guillaume Lebon)

Shawn est un jeune homme charmant, drôle, attachant et surtout futé. Ses parents ont divorcé lorsqu'il avait dix ans, son père étant policier et sa mère psychologue, ils avaient beaucoup de mal à se sentir en cohésion l'un avec l'autre. Lorsque sa mère part, Shawn est élevé par son père. Durant son enfance, il développe un talent aigu d'observation pour les plus petits détails grâce à l'enseignement de son père.
En grandissant, il est confronté à la dure réalité de l'emploi et, ne parvenant pas à trouver un travail qui lui plaise, il passe la plus grande majorité de son temps à donner des indices, voire des éléments permettant de résoudre les enquêtes aux inspecteurs de police par l'intermédiaire d'appel téléphoniques anonymes, jusqu'au moment où un énorme quiproquo se crée car à la suite des nombreux tuyaux qu'il fournit aux inspecteurs, ces derniers commencent à le suspecter de perpétrer lui-même ces crimes.
Pris au piège par ses propres talents d'analyse et d'observation et n'ayant pas d'autre solution pour se sortir de ce pétrin, il va se justifier par un mensonge, en se proclamant médium et en s'inventant des pouvoirs psychiques. Au départ, personne ne le croit et tous le prennent surtout pour un charlatan souhaitant se déculpabiliser de l'affaire mais il ne cessera d'aider la police dans son enquête, forçant, par la réalité des faits, les inspecteurs à le blanchir, à croire en son don et à ce qu'il se fasse appeler régulièrement dès que les dossiers auxquels ils sont confrontés sont insolubles.
À la suite de cette péripétie, il décide d'ouvrir une agence de détective privé avec ses « dons spéciaux » en privilégiant les affaires un peu étranges et « surnaturelles ».
Dans toutes ses aventures et enquêtes, Shawn embarquera Gus, son meilleur ami d'enfance avec qui il tentera de résoudre chaque affaire nécessitant ses « dons » de médium, pour le meilleur comme pour le pire. Et même si parfois Gus se sent défavorisé selon les actes ou propos de Shawn, il suivra toujours celui-ci et le soutiendra quoi qu'il arrive.
Leur complicité est souvent mise en avant par l'intermédiaire de mimique, de danse manifestant leur réussite ou de signes distinctifs (ex : poings contre poings, se taper dans la main...). Shawn ne se prend pas au sérieux et reste un éternel « adulescent »,,,,.

#### Enfant
- Interprété par Josh Hayden (épisode pilote), Kyle Tejpar (saison 1, épisode 2) et Liam James (saisons 1, 2, 3, 4 et 5) (VF : Simon Koukissa, à partir de la saison 3 Valentin Maupin) puis Skyler Gisondo (saisons 5 et 6) (VF : Valentin Maupin)

Chaque épisode commence par un flashback où on voit une situation permettant d'en apprendre et comprendre davantage sur l'enfance de Shawn et la façon dont il a acquis son don. Par contre, la situation de sa jeunesse est toujours étroitement liée à l'affaire qu'ils tenteront d'élucider plus tard avec Gus, que soit sérieux ou non.

### Burton «Gus» Guster

#### Adulte
- Interprété par Dulé Hill (VF : Lucien Jean-Baptiste)

Burton Guster, dit « Gus », est le meilleur ami d'enfance de Shawn avec qui il est inséparable, très complice et solidaire. Il travaille pour un laboratoire, vendant des produits pharmaceutiques et a une voiture de fonction. Gus est une personne qui recherche tout ce qu'il y a de plus normal, enfin c'est ce qu'il aimerait, car c'est sans compter sur Shawn, qui l'entraîne à la moindre occasion dans de drôles d'aventures. Gus le suivra toujours quoi qu'il arrive, sauf si parfois le comportement ou la situation rencontrée vient défier ses valeurs. Dans ce cas-là, Shawn essaie souvent de le convaincre du contraire ou atténuera ses propos pour qu'il finisse par le rejoindre ou accepte ce qu'il lui demande. Gus, qui peut être fier et orgueilleux, saura lui tenir tête pour lui faire comprendre, que parfois Shawn ne pense qu'à lui,,,,.

#### Enfant
- Interprété par Julien Hill (saison 1, épisode 1), Isaah Brown (5 épisodes, saison 1) puis Carlos McCullers II (saisons 2 à 6) (VF : Kévin Sommier puis dès la saison 3 Alexandre Nguyen)

Il apparaît aux côtés de Shawn dans certains souvenirs. Il est le meilleur ami d'enfance de celui-ci et cela permet de mieux comprendre leur complicité de toujours.

### Lieutenant chef Carlton Lassiter
- Interprété par Timothy Omundson (VF : Gabriel Le Doze)

L'inspecteur Carl Lassiter, (surnommé par Shawn « Lassie »), est quelqu'un ne souhaitant pas avoir Shawn et Gus au travers de son chemin et il sera souvent contre et en compétition avec eux afin de démontrer qu'il est le meilleur. Mais à chaque fois qu'il pense avoir eu le dernier mot de l'affaire, Shawn arrive toujours à se débrouiller pour le devancer et lui prouver l'inverse que ce soit intentionnel ou non. Malgré cela, lorsqu'il a eu quelques problèmes Shawn et Gus ont été et sont là pour l'aider,,.

### Lieutenant Juliet O'Hara
- Interprété par Maggie Lawson (VF : Laura Blanc)

L'inspecteur Juliet O'Hara, surnommé par Shawn « Juju », nouvelle arrivante dans la police, est désireuse d'aller sur le terrain et montrer de quoi elle est capable. Lassiter, la prenant pour une « faible femme », la prendra sous son aile et cherchera à lui instiller les différentes façons d'agir en tant qu'inspecteur. Mais celle-ci se révèlera très maligne, débrouillarde et bonne déductrice. Elle a également obtenu un résultat d'examen supérieur à celui de Lassiter et sera parfois très complice avec Shawn et Gus, leur faisant toujours confiance. Au fil de l'histoire, l'amitié entre Juliet et Shawn laisse apparaître une attirance amoureuse entre eux qui commence très tôt avec les limites d'une amitié utilitaire. Juliet veut prendre le temps qu'il faut pour construire leur relation amoureuse mais après y être parvenus, ils devront faire face à certaines difficultés pour l'entretenir. Puis, lorsque Shawn envisage de se marier avec Juliet, sa relation amicale avec Gus se compliquera,,,,,,.

### Chef Karen Vick
- Interprété par Kirsten Nelson (VF : Véronique Augereau)

Le chef Vick est quelqu'un qui a cru très rapidement aux dons de médium de Shawn, malgré les excentricités de celui-ci.
C'est une personne droite et juste qui saura ramener le cadre à chaque fois qu'il est nécessaire et qui donnera du travail régulier à Shawn et Gus.

### Henry Spencer
- Interprété par Corbin Bernsen (VF : Philippe Peythieu)

Henry Spencer est le père de Shawn. C'est un ancien policier en retraite, qui mène depuis une vie sereine et tranquille. C'est « grâce » à lui que Shawn a su développer son don d'observation même si parfois son père était un peu dur avec lui. Lorsque Shawn n'arrive pas à trouver tout de suite la bonne solution à l'enquête, il va demander des conseils ou une aide auprès de lui bien que celui-ci n'approuve pas que Shawn se fasse passer pour un médium. Il n'apprécie pas non plus le manque de sérieux dont Shawn peut faire preuve vis-à-vis de lui.

## Personnages récurrents

### Famille de Shawn

#### Madeleine «Maddy» Spencer
- Interprétée par Cybill Shepherd (VF : Annie Sinigalia) (saisons 3 et 4)

Madeleine Spencer est la mère de Shawn. Elle est psychologue. Celle-ci est partie quand il était tout jeune.

### Famille de Gus

#### Winnie Guster
- Interprété par Phylicia Rashad (VF : Marie Lenoir) (saison 2, épisode 10 / saison 3, épisode 9)

Winnie Guster est la mère de Gus.

#### William Guster
- Interprété par deux acteurs différents Ernie Hudson (saison 2, épisode 10) puis Keith David (saison 3, épisode 9) (VF : Paul Borne)

William Guster est le père de Gus.

#### Joy Guster
- Interprété par Faune A. Chambers (VF : Vanina Pradier) (saison 3, épisode 9)

Joy Guster est la sœur aînée de Gus. Elle et Shawn ont eu, il y a 10 ans de cela, un premier flirt ensemble. Lorsqu'ils se revoient toutes ces années plus tard, ils se jettent littéralement dessus comme pour combler ou rattraper le manque de l'autre, mais tout ceci est toujours resté secret. En effet, Gus étant le meilleur ami de Shawn et protégeant sa sœur, bien qu'elle soit l'aînée, il n'accepterait pas leur relation. De plus, les Guster n'approuveraient pas non plus une telle relation, voyant Shawn comme une mauvaise fréquentation ayant une mauvaise influence sur leurs enfants. C'est pourtant le jour de Noël où ils se réunissent en famille, Shawn étant invité, qu'un à un, ils se décident à dévoiler leurs petits secrets et pour le bonheur de chacun, tout le monde fait preuve de compréhension. C'est alors que Joy transportée par cette ambiance décide d'annoncer son flirt avec Shawn. La nouvelle ne fait pas du tout plaisir et finalement tout le monde se dispute.

### Autres

#### Officier Buzz McNab
- Interprété par Sage Brocklebank (VF : Sébastien Finck)

L'officier Buzz McNab est un policier un peu simplet qui ne souhaite qu'être reconnu par ses pairs (surtout par Lassiter pour qui il a beaucoup d'estime et d'admiration pour l'inspecteur en chef qu'il est devenu) et souhaite devenir un jour inspecteur. Malheureusement pour Buzz, Lassiter ne le prend pas comme son égal (n'a pas le même âge ni le même statut) car il est toujours en train de le rabaisser en lui donnant des tâches insignifiantes de subordonnés où juste dans la manière dont il lui parle. Juliet essaye d'être sympathique avec lui mais ne recherche pas plus que cela à le connaître. Buzz est quelqu'un qui peut se faire vite oublier.

#### Abigail Lytar
- Interprété par Rachael Leigh Cook (VF : Philippa Roche) (saisons 3 et 4)

Abigail Lytar est une ancienne petite amie de Shawn, au lycée. Elle est de retour à Santa Barbara. Il se trouve de la revoir lors d'une soirée spécialement consacrée aux anciens élèves du lycée dans le deuxième épisode de la troisième saison.
Il entamera ensuite une nouvelle relation amoureuse avec elle malgré son apparente attirance et sentiments cachés pour Juliet. Lorsqu'Abigail est partie pour l'Ouganda, pays de l'Afrique de l’Est, pendant 6 mois, elle et Shawn entretiendront leur relation à distance. Puis, elle le quittera dans l'épisode de son retour d'Ouganda disant qu'elle ne veut plus mener une « vie dangereuse » ce qui rend Shawn triste mais le soulagera en parallèle.

#### Mary Lightly
- Interprété par Jimmi Simpson (VF : Thierry Wermuth) (saisons 3 et 4, épisodes 16 + apparition vidéo saison 5)

Mary Lightly est un psychologue expert travaillant pour la police. Il travaille plus particulièrement, et cela depuis 13 ans, sur l'affaire du serial killer M. Yang. Il a analysé ses comportements et tous les jeux de mots ou énigmes que M. Yang peut laisser derrière lui. Mary travaille tellement sur le sujet qu'il a presque une admiration malsaine pour le tueur, ce qui le fera soupçonné par la police. Plus tard, il meurt dans les bras de Shawn, tué par Mr Yin.

#### Pierre Despereaux
- Interprété par Cary Elwes (VF : Bertrand Liebert) (saisons 3, 4, 5, 6 et 8)

Pierre Despereaux est un voleur d'art canadien mondialement recherché et extrêmement difficile à arrêter. Il apparaît pour la première fois dans l'épisode 1 de la quatrième saison, lorsque Shawn et Gus se rendent au Canada pour l'attraper. Il est révélé qu'il est uniquement fraudeur d'assurance.
Lors de l'épisode 10 de la cinquième saison, il est accusé de plusieurs meurtres après son évasion de prison. Il sollicite l'aide de Shawn pour prouver son innocence puis est finalement extradé vers les États-Unis.
Lors de l'épisode 10 de la sixième saison, il s'oppose à Shawn et Gus contre un gang de voleurs d'art pour trouver un vieux poignard qui ouvre une cachette secrète de peintures. Au cours de l'enquête, il est obligé de mettre en scène sa propre mort afin d'éviter la prison. Despereaux, Shawn et Gus, découvrent les nombreux tableaux apparemment sans valeur. Il vole l'un d'eux et enlève la peinture de surface révélant un véritable tableau de Rembrandt.
Il est considéré comme décédé par la police de Santa Barbara, mais Shawn et Gus savent qu'il est en vie.
Il revient dans le premier épisode de la huitième saison, il arrive à infiltrer Interpol sous le pseudonyme de Royston Stanley et demande l'aide de Shawn pour une enquête sur un vol qu'il va lui-même commettre.

#### MrYang
- Interprété par Ally Sheedy (VF : Ivana Coppola) (saisons 3, 4 et 5, épisodes 16)

Mr Yang est un serial killer insaisissable qui prend un malin plaisir à lancer des défis à des adversaires qu'elle juge être à sa hauteur. La plupart du temps, les personnes concernées sont détruites psychologiquement. Cette fois, c'est avec Shawn qu'elle veut se mesurer. Shawn accepte de relever le défi mais finit par en avoir assez et arrête le « jeu ». Mr Yang décide alors d'enlever la mère de Shawn pour que celui-ci reprenne ce « jeu ». Shawn n'ayant plus le choix revient sur sa décision et arrive à sauver sa mère. Pendant ce sauvetage, Shawn a une conversation avec Mr Yang, durant laquelle elle lui signifie que « leur histoire ne fait que commencer ».
Lors de la cinquième saison, il est révélé qu'elle est la fille de Mr Yin.
Elle est étrangement attirée par Shawn, elle révèlera ensuite à son père qu'elle voulait juste une vie similaire à celle des Spencer.

#### Woody
- Interprété par Kurt Fuller (VF : Jean-François Kopf) (depuis la saison 4)

Woody est un médecin légiste de la police de Santa Barbara. Il a beaucoup d'admiration et de sympathie pour Shawn et c'est réciproque. Un respect mutuel s'est instauré entre eux.
Blagueur, il n'est pas très apprécié de Lassiter. Il vole régulièrement les cadavres qu'il doit autopsier.

#### MrYin
- Interprété par Peter Weller (VF : Luc Bernard) (saisons 4 et 5)

Mr Yin est un serial killer associé à Mr Yang. Bien que celle-ci soit en prison, il continue son œuvre car il souhaite lui rester fidèle. Néanmoins, il a aussi recruté une jeune femme, Allison Collet, comme apprentie afin qu'elle lui succède.
Lors de la cinquième saison, les évènements permettent d'apprendre qu'il est le père de Mr Yang.

#### Declan Rand
- Interprété par Nestor Carbonell (VF : Bernard Gabay) (saison 5)

Declan Rand est un faux profileur criminel qui est brièvement sorti avec Juliet. À l'exception de Gus, Madeleine et Henry, il est le seul à connaître le secret de Shawn.
Lors de l'épisode 8 de la cinquième saison, il est embauché par la police de Santa Barbara sur une affaire que Shawn et Gus qui leur était déjà attribuée. Rapidement, il surpasse Shawn et obtient tous les honneurs de l'affaire. Plus tard, Shawn et Gus découvrent qu'il n'est pas un vrai profileur criminel, il est juste extrêmement riche et travaille « pour le plaisir ». Cependant, Declan est conscient que Shawn n'est pas vraiment un médium. Declan, comme Shawn, tombe amoureux de Juliet. Declan dévance Shawn en avouant à Juliet qu'il n'est pas vraiment un profileur criminel. Celle-ci apprécie son honnêteté et décide de sortir avec lui.
Lors d'une autre affaire, Shawn et Gus demande de l'aide à Declan. Il accepte. Declan leur dit qu'il souhaite inviter Juliet en vacances pour deux semaines. Shawn dit alors à Gus ce qu'il ressent à propos de Juliet. Celle-ci surprend tout ce qu'il dit. Lorsqu'il repasse chez Declan, Shawn se retrouve seule avec Juliet et s'embrassent pour la première fois. Declan rentre dans la salle et laisse Shawn avec elle.
Lors de l'épisode 10 de la cinquième saison, Juliet a rompu avec Declan.

#### Marlowe Viccellio
- Interprétée par Kristy Swanson (VF : Pascale Chemin) (saisons 6, 7 et 8)

Marlowe Viccellio est suspectée de meurtre lors de l'épisode 3 de la sixième saison. La police de Santa Barbara découvre qu'elle a volé du sang afin d'aider son frère mourant. Elle est envoyée en prison mais elle a créé un lien avec Lassiter. Leur relation se développe tout au long de la sixième saison.
Lors des épisodes 6 et 7 de la septième saison, Marlowe et Lassiter se sont mariés.
Lors de l'épisode 7 de la huitième saison, Marlowe donne naissance à leur fille, qu'ils appellent Lilly Nora.

#### Rachael
- Interprétée par Parminder Nagra  (saison 7)

## Acteurs invités

### George Takei (2007)
- Interprété par George Takei lui-même

- Il est apparu dans l'épisode :
  - saison 1, épisode 8 : Shawn chez les Super-Héros

Shawn et Gus se rendent à une convention des super-héros sur les comics, organisé par George Takei. Shawn et Gus se font d'ailleurs passer pour ses assistants afin de pouvoir entrer et le rencontrer réellement.

### Hugo (2007)
- Interprété par Richard Kind

- Il est apparu dans l'épisode :
  - saison 1, épisode 10 : La Guerre de l'étoile

Hugo travaille dans le planétarium où se déroule l'enquête du meurtre d'un des employés.

### Simon CowellaliasNigel Saint Nigel (2008)
- Interprété par Tim Curry (VF : Vincent Grass)

- Il est apparu dans l'épisode :
  - saison 2, épisode 1 : Les Nouvelles Stars

Nigel Saint Nigel fait partie du jury d’American Duos (l'équivalent de la Nouvelle Star en France mais cela se fait en duo). C'est une personne très narcissique, qui passe son temps à critiquer et à rabaisser les autres en ne pensant qu'à son petit confort. Celui-ci est victime d'accidents banales un peu trop répétés et douteux. Shawn et Gus sont alors engagés pour le protéger et enquêter sur les raisons de ces incidents douteux.

### Agent fédéral Lars Ewing (2008)
- Interprété par Lou Diamond Phillips (VF : Éric Legrand)

- Il est apparu dans l'épisode :
  - saison 2, épisode 3 : Un médium de trop

L'agent fédéral Lars Ewing est venu pour enquêter sur l'affaire des faux billets circulant dans la société. C'est une personne forte de caractère et très sûre d'elle. Il est toujours accompagné par sa secrétaire dactylographe. Cependant, il a aussi une « médium » qui enquête sur l'affaire avec lui. Au départ, Shawn est fasciné par le fait de « rencontrer quelqu'un comme lui » mais finalement il se rend compte que c'est une « imposture ». En effet, c'est une fausse médium mais c'est aussi et surtout la complice de l'homme recherché qu'elle a également tué pour garder l'argent.

### Oncle Burton Guster (2008)
- Interprété par John Amos (VF : Benoît Allemane)

- Il est apparu dans l'épisode :
  - saison 2, épisode 6 : Un plat qui se mange froid

C'est l'un des oncles le plus proche de la famille de Gus, bien qu'il ne l'a pas vu souvent. Il aspire à Gus beaucoup d'appréhension lorsqu'il se revoit car c'est un homme assez fier qui n'hésitera pas à le rabaisser si Gus n'était pas à la hauteur de ses tâches quotidiennes. C'est donc pour cela que Gus fera tout pour se faire bien voir et l'impressionner, se faisant même passer pour un médium en osmose avec Shawn.

### Burd Tatoum, le chasseur de primes (2008)
- Interprété par Kevin Sorbo (VF : Philippe Vincent)

- Il est apparu dans l'épisode :
  - saison 2, épisode 9 : Chasseurs de primes

C'est un chasseur de primes ne reculant devant rien, prêt à tout pour avoir sa récompense. Shawn et Gus l'ont déjà aperçu étant petit et l'avaient pris comme exemple en fonction du style et de l'attitude qu'il dégageait. C'est lors d'une affaire, où ils sont amenés à enquêter, qu'ils vont devoir se "mesurer" à lui et ils vont vite être déçu lorsqu'ils se rendent compte de ce qu'il est vraiment.

### Mira Gaffney (2008)
- Interprétée par Kerry Washington (VF : Odile Schmitt)

- Elle est apparue dans l'épisode :
  - saison 2, épisode 11 : Mariage en sursis

Durant l'été 1997, au Mexique, Gus a rencontré Mira Gaffrey et l'a épousé complètement ivre après une soirée bien arrosée. Il a cessé la relation peu de temps après et ont perdu contact jusqu'à 2008, jusqu'au jour où celle-ci le rappelle pour lui demander le divorce afin qu'elle puisse se remarier.

### Lance (2008)
- Interprété par Saul Rubinek (VF : Michel Dodane)

- Il est apparu dans l'épisode :
  - saison 2, épisode 13 : Un rôle de composition

C'est le scénariste et le coréalisateur de la telenovela où enquêtent Shawn et Gus. Au cours de l'enquête, il est accusé du meurtre et d'une tentative de meurtre, il sera arrêté et mit en prison. Shawn et Gus peuvent l'innocenter rapidement mais celui-ci refuse. En effet, son petit séjour en prison lui fait penser qu'il peut s'en servir pour gagner de la notoriété ainsi que la telenovela.

### Oncle Jack Spencer (2009)
- Interprété par Steven Weber (VF : Arnaud Arbessier)

- Il est apparu dans l'épisode :
  - saison 3, épisode 4 : La Chasse au trésor

C'est le frère d'Henry Spencer et donc l'oncle de Shawn. Il est passionné par les histoires anciennes de pirates et autres brigands surtout pour les trésors cachés que ceux-ci peuvent laisser derrière eux. Il est continuellement à la recherche de trésors (or, diamants, bijoux...) sauf que très souvent soit ils n'existent pas car ce ne sont que des légendes soit il ne trouvent rien. C'est aussi un arnaqueur parfois prêt à tout, sauf de tuer, pour arriver à ses fins.

### Phil Stubbins, l'homme armé (2009)
- Interprété par Alan Ruck (VF : Laurent Morteau)

- Il est apparu dans l'épisode :
  - saison 3, épisode 8 : Haut les mains !

Phil Stubbins est un homme honnête, simple et qui n'a pas suffisamment de moyens financiers. Un jour, il se trouve présent lors de la remise de diamants à la banque. Un truand et le directeur de la banque, bien décidés à récupérer ce magot, vont enlever sa femme et exercer un chantage sur lui. En effet, celui-ci a essuyé un refus de prêt à la banque, il était présent le jour de la remise des diamants donc les deux complices lui demandent de braquer la banque où se trouvent les fameux diamants en échange de la libération de sa femme.
N'étant pourtant pas un homme très courageux, il se lance tout de même et va essayer de voler ces diamants, par amour pour elle...

### Cameron Luntz (2009)
- Interprété par Gary Cole (VF : Jean-Luc Kayser)

- Il est apparu dans l'épisode :
  - saison 3, épisode 8 : Haut les mains !

Cameron Luntz, agent du FBI et négociateur en chef, va venir sur les lieux du braquage de banque afin de parlementer avec le preneur d'otages pour le raisonner voir de l'arrêter sans dégâts. Lors de l'enquête, il ne prendra personne en considération que ce soit Shawn ou Lassiter. Cependant, il montre des égards vis-à-vis de Juliet. Shawn se posant alors la question comprend tout de suite qu'il a eu une relation avec elle, ce qui rend immédiatement Shawn surpris et jaloux.

### Shérif Hank Mendel (2010)
- Interprété par James Brolin (VF : Pierre Dourlens)

- Il est apparu dans l'épisode :
  - saison 4, épisode 3 : Presque cent dollars pour un shérif

C'est le shérif (imaginaire) d'une ville inventé et créée de toutes pièces afin de distraire les touristes. Les affaires vont mal et des promoteurs immobiliers souhaitent lui racheter le terrain mais il refuse de vendre. C'est aussi l'ami depuis 30 ans de Lassiter.

### Steve Philligan (2010)
- Interprété par Jim Beaver

- Il est apparu dans l'épisode :
  - saison 4, épisode 3 : Presque cent dollars pour un shérif

C'est un homme qui est payé pour jouer le rôle du « bandit » dans la même ville virtuelle. Cependant, un jour il trouve de l'or et décide de faire en sorte que la ville soit vendue.

### Père Westley (2010)
- Interprété par Ray Wise (VF : Hervé Jolly)

- Il est apparu dans l'épisode :
  - saison 4, épisode 4 : Petits Arrangements avec le Diable

Le père Wesley revendique la parole de Dieu et que la possession du démon existe. Il a d'ailleurs à plusieurs reprises exorcisés des personnes en prise avec le démon. Néanmoins, lors du suicide douteux d'une adolescente, Gus, croyant à tous ces phénomènes surnaturels décident de prendre en considération les propos du père Westley. Malgré sa vocation, il ne croit pas vraiment aux miracles.

### Raj (2010)
- Interprété par Sendhil Ramamurthy (VF : Stéphane Fourreau)

- Il est apparu dans l'épisode :
  - saison 4, épisode 6 : Meurtre à Bollywood

Raj est persuadé de porter malheur à toutes les femmes qu'ils rencontrent. Il se rend alors à l'agence pour demander de l'aide à Shawn et Gus.

### Ewan O'Hara (2010)
- Interprété par John Cena (VF : Lionel Tua)

- Il est apparu dans l'épisode :
  - saison 4, épisode 10 : En avant soldat !

C'est le plus âgé des frères de Juliet. C'est un soldat sous couverture agissant pour le gouvernement militaire. La plupart de ses missions, ils reçoit l'ordre d'éliminer des cibles qu'on lui assigne.

### Major Général Felts (2010)
- Interprété par Robert Patrick (VF : Patrick Floersheim)

- Il est apparu dans l'épisode :
  - saison 4, épisode 10 : En avant soldat !

C'est le responsable de la base militaire sur laquelle il s'effectue de la contrebande d'arme.

### Lieutenant Wallack (2010)
- Interprété par (??) (VF : Fabien Jacquelin)

- Il est apparu dans l'épisode :
  - saison 4, épisode 10 : En avant soldat !

C'est le soldat qui orchestre et manœuvre cette revente et contrebande d'armes.

### J.T. Warring (2010)
- Interprété par Arnold Vosloo (VF : Jean-Luc Kayser)

- Il est apparu dans l'épisode :
  - saison 4, épisode 12 : Rendez-vous dans sept ans

C'est un responsable d'une société qui a été accusé de meurtre et condamné à un triple emprisonnement dans une prison de l'état américain. Cependant, lors d'une enquête lié à cet homme, Shawn et Gus lui rendent visite et en discutant avec lui passe un marché avec lui : prouver son innocence.

### DrKimberly Phœnix (2010)
- Interprété par Jeri Ryan (VF : Malvina Germain)

- Elle est apparue dans l'épisode :
  - saison 4, épisode 15 : Dans le ventre de la bête

C'est une spécialiste des requins. Elle intervient sur l'enquête en cours. Elle est aussi charmée par Henry Spencer, le père de Shawn.

### Dennis (2010)
- Interprété par Freddie Prinze Jr. (VF : Pierre Tessier)

- Il est apparu dans l'épisode :
  - saison 5, épisode 3 : Soucoupes flippantes

C'est un ami riche de Shawn et Gus. Il est passionné par les OVNI mais refuse de le dire à sa femme. En effet, il pense qu'elle aime les machos. Or, il se trouve qu'elle aime aussi les aliens.

### Logan Paget (2010)
- Interprété par Angus Macfadyen (VF : Boris Rehlinger)

- Il est apparu dans l'épisode :
  - saison 5, épisode 5 : À toute vitesse

### Manny (2010)
- Interprété par Zak Santiago (VF : Fabien Jacquelin)

- Il est apparu dans l'épisode :
  - saison 5, épisode 5 : À toute vitesse

### Peters (2010)
- Interprété par William Devane

- Il est apparu dans l'épisode :
  - saison 5, épisode 6 : Un duo vintage

### Boone (2010)
- Interprété par Carl Weathers

- Il est apparu dans l'épisode :
  - saison 5, épisode 6 : Un duo vintage

### Craig (2010)
- Interprété par Chi McBride (VF : Gilles Morvan)

- Il est apparu dans l'épisode :
  - saison 5, épisode 7 : Mer agitée

### Dane Northcutt (2010)
- Interprété par Kevin Alejandro (VF : Frédéric Popovic)

- Il est apparu dans l'épisode :
  - saison 5, épisode 7 : Mer agitée

### Catherine Bicks / Maddie Biks (2010)
- Interprété par Meredith Monroe (VF : Barbara Delsol)

- Elle est apparue dans l'épisode :
  - saison 5, épisode 8 : Alter ego

### Agent Camden Driggs (2010)
- Interprété par C. Thomas Howell (VF : Philippe Dumond)

- Il est apparu dans l'épisode :
  - saison 5, épisode 9 : Partir un jour…

### Strabinsky (2010)
- Interprété par Jon Gries (VF : Hervé Bellon)

- Il est apparu dans l'épisode :
  - saison 5, épisode 9 : Partir un jour…

### Michelle Barker (2010)
- Interprété par Robyn Lively

- Il est apparu dans l'épisode :
  - saison 5, épisode 12 : C'est pas du gâteau !

### Nick (2010)
- Interprété par Ralph Macchio

- Il est apparu dans l'épisode :
  - saison 5, épisode 13 : Premiers de la classe

Shawn et Gus sont envoyés, à l'académie de police, à la suite d'une suggestion de Juliet. Ceci pour enfin les familiariser avec les procédures policières, mais ils sont finalement ingérables selon leur différents instructeurs. Ils finissent par résoudre l'enquête en cours, non sans plusieurs gaffes, avant de se faire réintégrer comme consultants, par le chef Vick craignant de nouvelles gaffes en uniforme de leur part.

### Diplomate britannique (2011)
- Interprété par Malcolm McDowell (VF : Philippe Ariotti)

- Il est apparu dans l'épisode :
  - saison 6, épisode 1 : Immunité problématique

### Manager (2011)
- Interprété par Danny Glover (VF : Richard Darbois)

- Il est apparu dans l'épisode :
  - saison 6, épisode 5 : Tous au stade

### Frank O’Hara (2011)
- Interprété par William Shatner (VF : Bernard Tiphaine)

- Il est apparu dans l'épisode :
  - saison 6, épisode 7 : Mon père cet escroc

C'est le père de Juliet, trop souvent absent dans la jeunesse de celle-ci, et dont il a en particulier manqué la plupart des anniversaires.
Il s'avère qu'il est en fait un escroc pas vraiment repenti, mais qui cherche néanmoins à reconquérir l'affection de sa fille.

### Clive (2011)
- Interprété par Jason Priestley (VF : Luq Hamet)

- Il est apparu dans l'épisode :
  - saison 6, épisode 9 : Enfin seuls !

C'est un arnaqueur professionnel.

### Barbie (2011)
- Interprétée par Jennifer Finnigan (VF : Karine Texier)

- Elle est apparue dans l'épisode :
  - saison 6, épisode 9 : Enfin seuls !

C'est une arnaqueuse et petite amie de Clive.

### Patron d'une société d'import / export (2011)
- Interprété par Tony Hale

- Il est apparu dans l'épisode :
  - saison 6, épisode 9 : Enfin seuls !

### Le conservateur (2012)
- Interprété par John Rhys-Davies (VF : Jean-Claude Sachot)

- Il est apparu dans l'épisode :
  - saison 6, épisode 10 : Indiana Shawn et le Trésor perdu

### Jay Gianukos (2012)
- Interprété par Greg Grunberg (VF : Pierre Tessier)

- Il est apparu dans l'épisode :
  - saison 6, épisode 12 : Les Prétendants

### Drake (2012)
- Interprété par Mekhi Phifer (VF : Didier Cherbuy)

- Il est apparu dans l'épisode :
  - saison 6, épisode 13 : À chœur et à cris

### Penny Chalmers (2012)
- Interprétée par Kate Micucci (VF : Barbara Beretta)

- Elle est apparue dans l'épisode :
  - saison 6, épisode 14 : Un crime peut en cacher un autre

### Jordan Beaumont (2012)
- Interprété par Rob Estes (VF : Maurice Decoster)

- Il est apparu dans l'épisode :
  - saison 6, épisode 16 : Santa Barbara, ton univers impitoyable